# Federico Ubaldo della Rovere

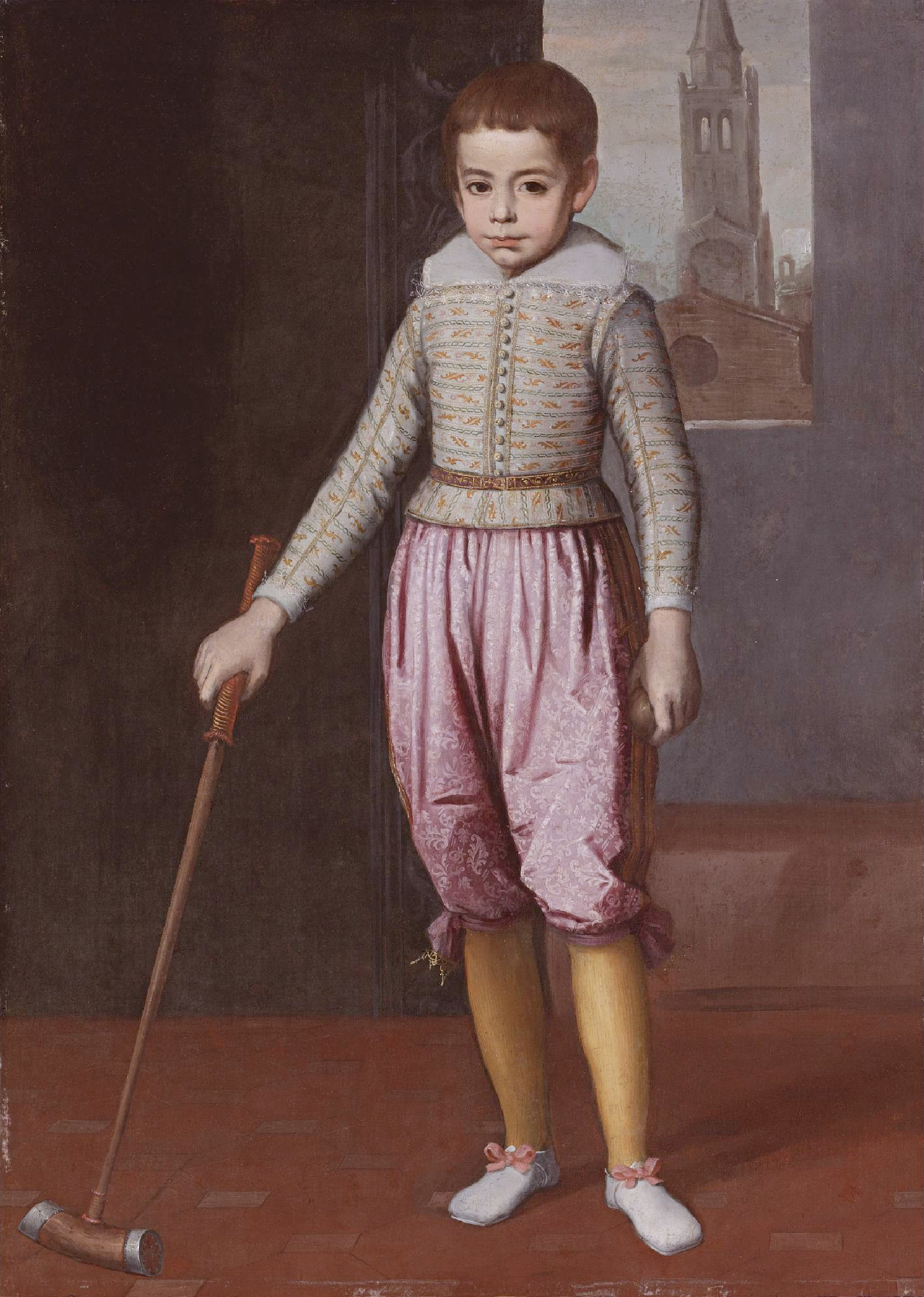
Federico Ubaldo della Rovere, retratado por Claudio Ridolfi.

Federico Ubaldo della Rovere (Pesaro, 16 de mayo de 1605 - Urbino, 28 de junio de 1623) fue duque de Urbino y el padre de Victoria della Rovere.

## Biografía
El hijo mayor y heredero de  Francisco María II, duque de Urbino. Sus padres eran primos.
Su padre Francisco María II della Rovere, estaba ansioso por herederos del Ducado de Urbino. Su primera esposa murió en 1598 sin hijos. Después de obtener el permiso del Papa para casarse, en 1599 se casó con su prima Livia della Rovere para evitar la extinción de la dinastía. Federico Ubaldo era el producto de este segundo matrimonio. A la edad de 16 años, le sucedió en el ducado de Urbino el 14 de mayo de 1621.
Con el fin de tener un heredero, se casó con Claudia de Médici, hija de Fernando I de Médici y Cristina de Lorena. Rovere se casó con Claudia en 1621 y después de un año dio a luz a una hija Victoria della Rovere. Rovere murió un año más tarde en Urbino de un ataque epiléptico, pero se supone que él fue, probablemente, envenenado. Su padre volvió al trono y vio la desaparición de la línea. Su padre se vio obligado a legar todos sus bienes a los Estados Pontificios. Claudia de Médici se casó en 1626 con Leopoldo V de Habsburgo. Su hija se casó con el Fernando II de Médici en 1633, pero su linaje se extinguió en 1737.

## Descendencia
1. Victoria della Rovere (7 de febrero de 1622 - 5 de marzo de 1694) se casó con Fernando II de Médici con descendencia.